# Calvet
Calvet, właśc. Raul Donazar Calvet (ur. 3 listopada 1934 w Bagé  – zm. 24 marca 2008 w Porto Alegre) – piłkarz brazylijski, występujący podczas kariery na pozycji środkowego obrońcy.

## Kariera klubowa
Karierę piłkarską Calvet zaczął w klubie Grêmio Esportivo Bagé w 1953 roku. W latach 1956–1959 grał w Grêmio Porto Alegre. Z Grêmio czterokrotnie zdobył mistrzostwo stanu Rio Grande do Sul – Campeonato Gaúcho w 1956, 1957, 1958 i 1959 roku. W latach 1960–1965 występował w Santosie FC. Z Santosem pięciokrotnie zdobył mistrzostwo stanu São Paulo – Campeonato Paulista w 1960, 1961, 1964, 1965, pięciokrotnie Taça Brasil w 1961, 1962, 1963, 1964 i 1965, dwukrotnie Copa Libertadores 1963 i 1964oraz Puchar Interkontynentalny 1964 i 1965.

## Kariera reprezentacyjna
W reprezentacji Brazylii Calvet zadebiutował 6 marca 1960 w zremisowanym 2-2 meczu z reprezentacją Meksyku podczas Mistrzostw Panamerykańskich, na których Brazylia zajęła drugie miejsce. Na turnieju w Kostaryce wystąpił w sześciu meczach z Meksykiem, Kostaryką, Argentyną, Meksykiem, Kostaryką i Argentyną. Ostatni raz w reprezentacji Calvet wystąpił 6 maja 1962 w wygranym 2-1 meczu towarzyskim z reprezentacją Portugalii. Ogółem w reprezentacji wystąpił Calvet w 11 meczach.